# Хајрам (Џорџија)
Хајрам (Џорџија) (енгл. Hiram) град је у америчкој савезној држави Џорџија. По попису становништва из 2010. у њему је живело 3.546 становника.

## Демографија
Према попису становништва из 2010. у граду је живело 3.546 становника, што је 2.185 (160,5%) становника више него 2000. године.
| Група             | 2000.         | 2010.         |
| Белци             | 1.105 (81,2%) | 2.026 (57,1%) |
| Афроамериканци    | 201 (14,8%)   | 1.134 (32,0%) |
| Азијати           | 1 (0,1%)      | 37 (1,0%)     |
| Хиспаноамериканци | 25 (1,8%)     | 267 (7,5%)    |
| Укупно            | 1.361         | 3.546         |